# Diplazium esculentum
Diplazium esculentum, někdy uváděn jako Athyrium esculentum nebo Hemionitis esculenta, česky údajně kapraď jedlý[zdroj?]. Patří do čeledi papratkovité (Athyriaceae, syn. Woodsiaceae), jiní autoři ho však řadí do čeledi kapraďovité v širším pojetí (Dryopteridaceae s.l.) nebo osladičovité (Polypodioceae).
Je to tropická rostlina rostoucí v Asii (např. v Himálaji) a v Oceánii a na ostrovech v tropickém pásmu Země. Je pravděpodobně nejvíce lidmi konzumovanou kapradinou. Setkáváme se s ní v mnoha kulinářských receptech jako s přílohou anebo samostatným salátem.